# Lago Bianco
Lago Bianco är en sjö i Schweiz. Den ligger i den östra delen av landet. Lago Bianco ligger 2 209 meter över havet. Arean är 1,3 kvadratkilometer. Den högsta punkten i närheten är Sassal Mason, 3 032 meter över havet, 1,8 km söder om Lago Bianco. Sjön sträcker sig 2,5 kilometer i nord-sydlig riktning, och 2,0 kilometer i öst-västlig riktning.
Trakten runt Lago Bianco består i huvudsak av gräsmarker.